# Nicolai Shutorev
Nicolai Shutorev (* 30. Dezember 1914 in San Francisco, Kalifornien, Vereinigte Staaten von Amerika; † 20. September 1948 in Bergen, Norwegen) auch bekannt als Nicholas Shuteroff, war ein amerikanischer Sänger russischer Abstammung.

## Leben
Nicolai Grigoriewitsch Shutorev wurde als jüngstes Kind von Grigori Hritonivich Shutorev und seiner Ehefrau Alexandra Grigorievna Vasilieva in San Francisco geboren. Seine Eltern waren mit seinen älteren Geschwistern um 1912 aus Russland in die Vereinigten Staaten emigriert. Die Familie lebte an der Rhode Island Street in San Francisco, Vater Grigori war Werft- und Fabrikarbeiter, seine Frau Wäscherin.
Im Jahr 1934 schloss Nicolai die Mission High School in San Francisco ab. Danach arbeitete er als Büroangestellter. Ob und welche musikalische Ausbildung er absolvierte, ist ungewiss, aber als 23-Jähriger trat er als Dirigent eines Balalaika-Orchesters und eines A-Cappella-Chores bei einer Wohltätigkeitsveranstaltung auf. Vor dem Zweiten Weltkrieg war er Mitglied der San Francisco Opera Company und übernahm kleine Filmrollen.
1940 heiratete er Luby Bubeshko, am 28. Dezember 1942 wurde er zum amerikanischen Militär eingezogen.
Ab Anfang 1943 war er in Pennsylvania stationiert, im als „The Gap“ bekannten Fort Indiantown Gap in der Nähe von Harrisburg. Während seiner Zeit in Indiantown nahm er als Sänger an zahlreichen USO-Veranstaltungen teil. Er komponierte auch selbst Lieder und schuf begleitende Arrangements für russische Volkslieder. Er wirkte in Indiantown an Wohltätigkeitskonzerten, einem Folk-Wettbewerb, Tanzabenden und Radiosendungen mit. Gegen Ende des Krieges wurde Shutorev nach Missouri versetzt, auch dort trat er als Sänger bei Unterhaltungsabenden und in Kirchenkonzerten auf. Zu seinem Repertoire bei Gesangsabenden gehörten humoristische Nummern, Volkslieder, russische und italienische Lieder, Klassiker von Händel ebenso wie die eine oder andere patriotisch-amerikanische Nummer.
Nach Kriegsende war er als Konzertsänger und bei Kirchenkonzerten tätig. Außerdem gehörte er der Los Angeles Opera Company an, mit der er am 1. September 1947 im Barbier von Sevilla sang. Er war ebenfalls Mitglied einer Gesangsgruppe namens The Serenaders, bestehend aus Shutorev als Bariton, einer Mezzosopranistin, die das Ensemble auch auf dem Klavier begleitete, einer Sopranistin und einem Bass. Weiterhin arbeitete er auch zumindest gelegentlich als Synchronsprecher oder -sänger. Erst seit der DVD-Veröffentlichung des Filmes The Bugs Bunny/Road-Runner Movie ist bekannt, dass Shutorev dem Opernsänger Giovanni Jones in der klassischen Bugs-Bunny-Episode The Long-Haired Hare seine Stimme lieh.
Wohl seit Ende 1947 gehörte er der neu gegründeten amerikanischen Comedian-Harmonists-Gruppe an, die der ehemalige, nun auch in Los Angeles lebende Zweite Tenor der Originalgruppe, Erich A. Collin, ins Leben gerufen hatte und zu der u. u. auch der Trompeter, Pianist und Arrangeur Jack Cathcart gehörte. Im Sommer 1948 begann eine Europa-Tournee der Gruppe mit einem Konzert in Stockholm am 2. August 1948.
Shutorev starb am 20. September 1948 in Bergen, Norwegen, an einem Magendurchbruch. Er wurde auf dem Forest Lawn Memorial Park Friedhof in Glendale, Los Angeles County, California, beigesetzt.

## Familie
Shutorevs Ehe mit Luby Bubeshko (1916–2011) blieb kinderlos.